# Eduard Kampl
Eduard Kampl (* 22. Mai 1836 in Obermühlbach (Gemeinde Frauenstein); † 29. Oktober 1921 ebenda) war ein österreichischer Grundbesitzer und Politiker.

## Leben
Kampl war der Sohn des Realitätenbesitzers Simon Kampl (* 27. Oktober 1797; † 20. Januar 1884) und dessen Ehefrau Theresia geb. Kalham (* 23. Februar 1800; † 24. Februar 1888). Er war römisch-katholisch und heiratete am 18. Oktober 1869 Maria Ertl (* 14. November 1848; † 17. April 1902). Aus der Ehe gingen zwei Söhne und zwei Töchter hervor. 
Im Jahr 1871 erwarb er das Schloss Dornhof. Er war Bürgermeister der Gemeinde Obermühlbach und Obmann des Aufsichtsrates des Spar- und Darlehenskassenvereins Obermühlbach. Vom 26. Januar 1897 bis zum 8. September 1902 war er Abgeordneter im Kärntner Landtag. Er gehörte dem Klub DVP an und war Mitglied des land- und volkswirtschaftlichen Ausschusses.